# Castellanoa marginata
Castellanoa marginata är en amaryllisväxtart som först beskrevs av Robert Elias Fries, och fick sitt nu gällande namn av Hamilton Paul Traub. Castellanoa marginata ingår i släktet Castellanoa och familjen amaryllisväxter. Inga underarter finns listade i Catalogue of Life.